# Ramanawiczy (obwód mohylewski)
Ramanawiczy (biał. Раманавічы; ros. Романовичи) – agromiasteczko na Białorusi, w obwodzie mohylewskim, w rejonie mohylewskim, w sielsowiecie Kadzina.
Wieś Romanowicze ekonomii mohylewskiej w drugiej połowie XVII wieku. 